# Haidar Mahmoud
Haidar Mahmoud (en árabe: حيدر محمود مجيد‎; Bagdad, Irak; 19 de septiembre de 1973) es un exfutbolista y entrenador de Fútbol de Irak que jugaba en la posición de defensa.

## Carrera

### Club
| Periodo   | Club                 |
| --------- | -------------------- |
| 1989–1991 | Al-Tijara SC         |
| 1991–1992 | Al-Khutoot Al-Jawiya |
| 1992–1995 | Al-Naft SC           |
| 1995–1999 | Al-Zawraa            |
| 1999–2000 | Al-Shorta SC         |
| 2000–2002 | Al-Zawraa            |
| 2002      | Shabab Al Sahel SC   |
| 2002–2004 | Al-Shamal SC         |
| 2004–2006 | Al-Zawraa            |

### Selección nacional
Jugó para Irak en 54 ocasiones de 1996 a 2004 y anotó siete goles, participó en dos ediciones de la Copa Asiática.

### Entrenador
| Periodo   | Club            |
| --------- | --------------- |
| 2009–2010 | Al-Zawraa       |
| 2015      | Zakho SC        |
| 2017      | Sulaymaniyah FC |
| 2017–2018 | Karbalaa FC     |

## Logros

### Club
- Iraqi Premier League (5): 1995–96, 1998–99, 1999–2000, 2000–01, 2005–06
- Iraq FA Cup (4): 1995–96, 1997–98, 1998–99, 1999–2000

### Individual
- Goleador de la Liga Premier de Líbano: 2001–02

## Estadísticas

### Goles con Selección nacional
| N.º | Fecha      | Sede                                              | Rival      | Gol | Resultado | Torneo                                               | Ref.  |
| --- | ---------- | ------------------------------------------------- | ---------- | --- | --------- | ---------------------------------------------------- | ----- |
| 1   | 11-12-1996 | Al Maktoum Stadium, Dubái, Emiratos Árabes Unidos | Tailandia  | 1–0 | 4–1       | Copa Asiática 1996                                   | [ 3 ] |
| 2   | 11-12-1996 | Al Maktoum Stadium, Dubái, Emiratos Árabes Unidos | Tailandia  | 3–1 | 4–1       | Copa Asiática 1996                                   | [ 3 ] |
| 3   | 31-9-1999  | Amman International Stadium, Amán, Jordania       | Jordania   | 3–4 | 4–4       | Juegos Panarábicos de 1999                           | [ 4 ] |
| 4   | 12-10-2000 | Saida Municipal Stadium, Sidon, Líbano            | Tailandia  | 2–0 | 2–0       | Copa Asiática 2000                                   | [ 5 ] |
| 5   | 25-4-2001  | Almaty Central Stadium, Almaty, Kazajistán        | Kazajistán | 1–1 | 1–1       | Clasificación para la Copa Mundial de Fútbol de 2002 | [ 6 ] |
| 6   | 13-1-2002  | Al Wakrah Stadium, Doha, Catar                    | Catar      | 2–1 | 3–1       | Amistoso                                             | [ 7 ] |
| 7   | 7-9-2002   | Abbasiyyin Stadium, Damasco, Siria                | Jordania   | 3–2 | 3–2       | Campeonato de la WAFF 2002                           | [ 8 ] |